# Лінія нагнітання
Лінія нагнітання (англ. injection line; нім. Injektionsleitung f) — у газо- та нафтовидобуванні — лінія, яка з'єднує на карті або розрахунковій схемі точки, що фіксують розташування вибоїв нагнітальних свердловин.
Тиск на лінії нагнітання належить до умов, які визначають раціональну розробку покладів та експлуатації свердловин.